# پرت، انتاریو
پرت، انتاریو (به انگلیسی: Perth) یک شهرک در کانادا است که در شهرستان لنارک واقع شده‌است.

## خصوصیات
پرت ۵٬۸۴۰ نفر جمعیت دارد.